# Claudin de Sermisy
Œuvres principales
Motets, messes, chansons
Claudin de Sermisy est un compositeur français né autour de 1490, probablement à Sermaize dans l'Oise, d'où son nom et mort le 13 octobre 1562 à Paris. Il sert comme chantre puis maître de chapelle sous Louis XII (1462-1515), François Ier (1494-1547), Henri II et François II, il a publié des motets, des messes et une passion, ainsi qu’environ 160 chansons polyphoniques parues dans de nombreux recueils.

## Biographie
On dispose de peu d'information sur son enfance, sinon qu'il entre comme enfant de chœur (enfants chantant dans le chœur) de la Sainte-Chapelle dès 1508. En février et juin 1510 il est cité comme chanteur de la chapelle privée de la reine Anne de Bretagne (1477-1514).
Il devient ensuite chantre à la chapelle royale en 1514, probablement après le décès de la reine. Il y sert sous Louis XII (1462-1515 - roi en 1498) et François Ier (1494-1547 - roi en 1515).  Il devient chanoine dans le diocèse de Noyon le 30 janvier 1516. Il obtient le bénéfice du prieuré de Saint-Jean de Bouguennec dans le diocèse de Nantes, et demande au pape des dispenses pour cumuler des bénéfices inconciliables.
Il prend part, comme chanteur, aux cérémonies qui entourent les pourparlers de Paix en Italie entre le Pape et le roi de France François Ier à Bologne du 11 au 15 décembre 1515. Le 30 janvier 1516, il reçoit des dispenses du pape Léon X (et un canonicat à Noyon). Il prend peut-être part aux festivités de l'entrevue du Camp du Drap d'Or (entre Guînes et Ardres en Flandre) en 1520, où pendant trois semaines, François Ier et Henry VIII d'Angleterre rivalisèrent de fastes et d’apparats.
Il devient ensuite chanoine de Notre-Dame-de-la-Rotonde de Rouen où il semble avoir résidé, et abandonne cette charge au profit d'une autre à Camberon (Abbeville) en 1524 (diocèse d'Amiens). Il revient à Paris en 1532 comme sous-maître de la Musique de la Chapelle royale, dirigée alors par le cardinal de Tournon (éminence grise, ami, ministre et mécène de François Ier et cardinal en 1530). En tant que sous-maître, Sermisy est chargé, moyennant un salaire annuel confortable de 400 livres tournois, de veiller à l'éducation musicale des enfants de chœur, à l'entretien des livres et au recrutement des choristes. Il cumule, dès le 20 septembre 1533 et jusqu'à sa mort, ce poste avec celui de chanoine prébendé de la Sainte-Chapelle). Dans le même temps, il reste au service des rois de France au moins jusqu'en 1554, et probablement jusqu'à sa mort, bien qu'on lui ait octroyé en 1554 la prébende de Sainte-Catherine de Troyes.
Il prend peut-être part aux cérémonies de la seconde entrevue des rois de France et d'Angleterre à Boulogne en octobre 1532. Il possède une maison à Paris, assez vaste pour y recevoir les clercs chassés de Saint-Quentin par les troupes espagnoles en 1559. Il reçoit pour sa charge de sous-maître une rémunération annuelle de 400 livres tournois (1533), puis de 600 (1543), enfin de 700 (1547), à laquelle s'ajoutent entre autres les revenus du canonicat (il en reçut 13) et de la charge de chanoine à la Sainte-Chapelle de Paris à partir de 1533, et d'une prébende à Sainte-Catherine de Troyes en 1554.
Claudin de Sermisy meurt à Paris le 13 octobre 1562, lors d'une épidémie de peste qui ravage la capitale et n’épargne pas la Sainte-Chapelle : il est enterré dans la chapelle basse de cette église. Inconsolable, son ami et ancien élève Pierre Certon chanta la louange de son maître dans un poème.

## Œuvre
Sermisy jouissait d'une très grande réputation et ses contemporains le considéraient comme l'un des grands maîtres de leur époque, à l'égal de Josquin des Prés.
La plupart de ses sont publiées dans Claudin de Sermisy, Opera omnia, ed. G. Allaire and Isabelle Cazeaux, Corpus Mensurabili Musicae, 52 (1970–).

### Musique sacrée
La production de musique sacrée de Sermisy est considérable ; elle paraît à partir de 1542, dans la seconde partie de sa carrière.

#### Messes

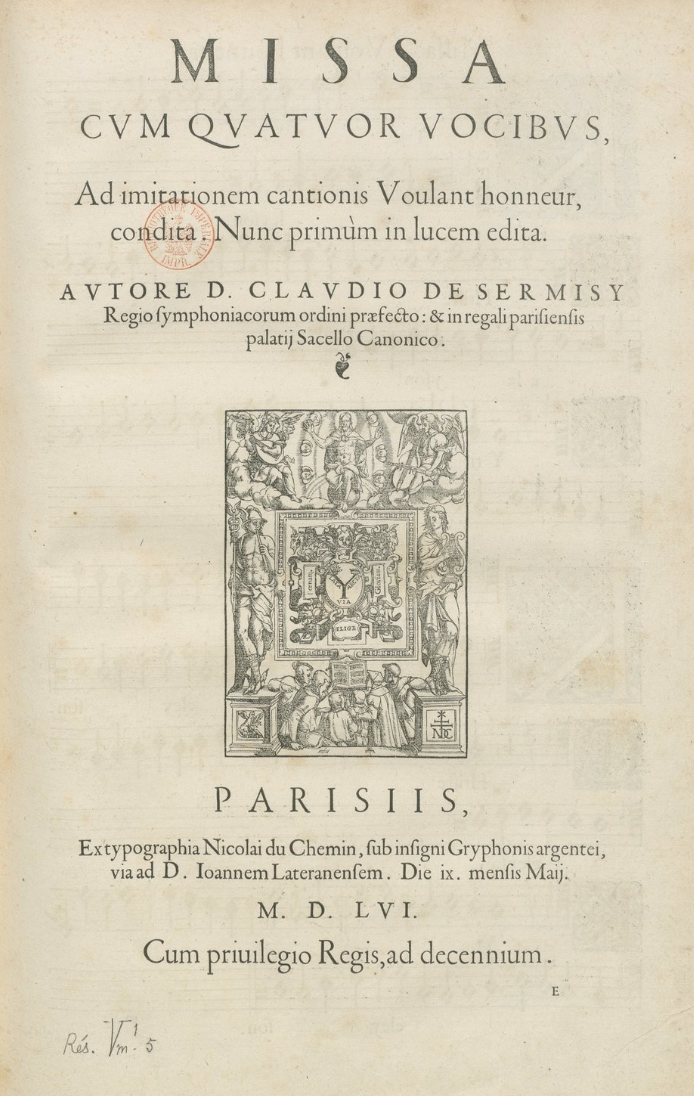
Sermisy, Missa Voulant honneur (Paris, 1556)

Il est l’auteur de 13 messes polyphoniques, dont une messe de Requiem, la plupart à quatre voix, s’y ajoutent un Kyrie et un Credo isolés. Les premières messes sont imprimées entre 1556 et 1568, la plupart par Nicolas du Chemin à Paris. Ses messes sont en majorité des messes-parodies (c’est-à-dire reprenant le thème d’une œuvre préexistante). Sermisy s'inspire souvent de ses propres motets (telles les messes Domini est terra et Tota pulchra est) ou de ses chansons, mais des chansons d'autres compositeurs (Missa Voulant honneur, sur une chanson de Sandrin, par ex.). Le style de ses messes et motets est bien sûr hérité de l'école franco-flamande et en particulier de Josquin (groupement des voix deux par deux, imitations, etc.) ; il l'allège en faisant intervenir des passages plus homophoniques et en simplifiant ses mélodies, ce qui favorise la clarté du texte et trahit l'influence du style de la chanson sur sa musique sacrée.

#### Motets

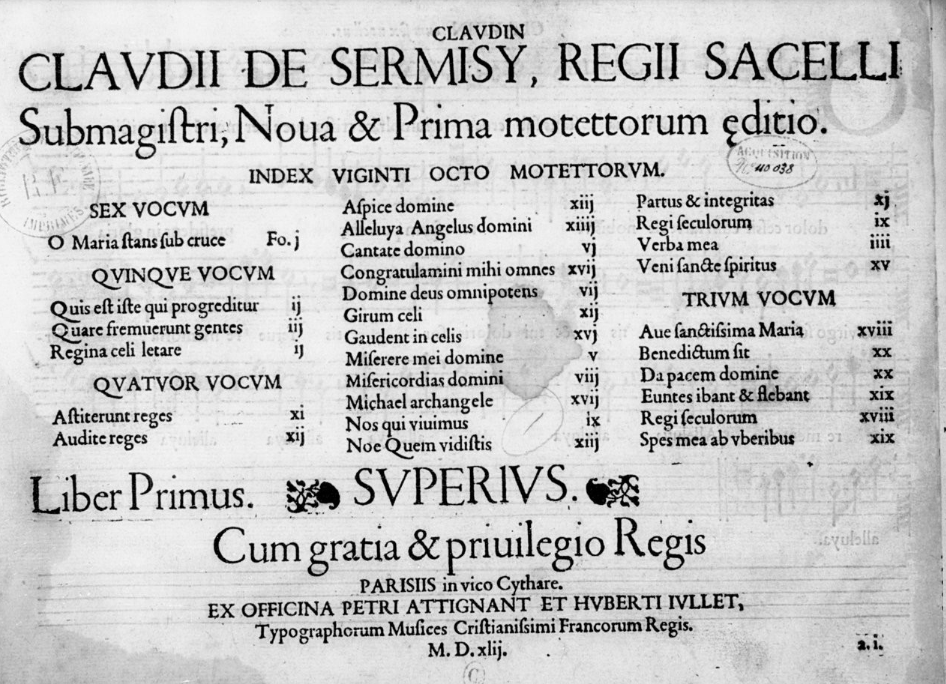
Sermisy, Nova et prima motettorum editio (Paris, 1542).

On connaît de lui environ 80 motets (de 3 à 6 voix, mais surtout à 4 voix), incluant trois leçons de ténèbres, et une dizaine de magnificats à quatre voix dans les huit tons, trouvés dans divers recueils imprimés ou manuscrits, ainsi que dans trois monographies :
- Claudin de Sermisy, Regi sacelli submagistri, nova & prima motettorum editio… - Paris, P. Attaingnant, 1542 (cf. Heartz 1969, n° 103).
- Magnificat numero viginti ad seriem tonorum ordinate… Ex Claudio de Sermisy fonte scaturierunt… - Paris, P. Attaingnant, 1548. (cf. Vanhulst-Scarcez, n° Add. 4).
- Claudii de Sermisy, Regi sacelli magistri modoli, vulgo moteta dicti, quatuor, quinque & sex vocum. Liber primus… - Paris, Adrian Le Roy et Robert Ballard, 1555 (cf. Lesure-Thibault 1955, n° 16 ter).

Outre quelques pièces isolées ou incomplètes, il compose également une Passion selon saint Matthieu, qui est une des plus anciennes passions polyphoniques qui nous aient été conservées. 

### Chansons profanes
Les chansons de Sermisy, au nombre d’environ 170, ont paru avant sa production sacrée ; elles ont pour la plupart été écrites avant 1536. Musicien de cour, Sermisy a mis en musique les poèmes de Clément Marot (trente  rien que pour lui), de François Ier, de Marguerite de Navarre (Chansons spirituelles), de François de Tournon, Claude Chappuys, Bonaventure des Périers, Antoine Héroët. Ses chansons, en général assez courtes et à 4 voix, ont eu une vogue immédiate et se caractérisent par des phrases aux mélodies bien dessinées et au rythme très varié ; elles ont souvent en commun un début homophonique, une écriture plutôt syllabique et un usage très discret du figuralisme. Sermisy a reçu de son vivant l'hommage des écrivains comme Maître Mitou (Jean Daniel), Rabelais ou Ronsard.
Parmi les chansons les plus connues figurent :
- Au joly boys
- Aupres de vous secretement (en deux parties)
- C'est une dure départie
- Changeons propos, c'est trop chante d'amours
- Content desir, qui cause ma douleur
- En entrant en ung jardin (publ. 1529)
- Languir me fais
- Si mon malheur continue
- Si vous m'aimez
- Tant que vivray en âge florissant (publ. 1527)
- Tu disais que j'en mourrais
- Vignon, vignon, vignon, vignette
- Vive la serpe
- Secourez-moy
- Jouissance vous donneray
- Je ne menge point de porc
- Vous perdez temps de me dire mal d'elle
- Tant que vivray

## Discographie
- Sermisy : Lamentations de la Semaine sainte, Ensemble Gilles Binchois, dir. Dominique Vellard. 1 CD Evidence Classics, 2024.
- Hortus Voluptatis : Chansons pour orgue de la Renaissance par Juliette Grellety-Bosviel à l'Orgue Mounier de Francheville (Eure). France : Éditions Hortus, 2003. 1 CD, Hortus 029.
- Une fête chez Rabelais : chansons et pièces instrumentales de la Renaissance, Ensemble Clément Janequin, dir. Dominique Visse, 1 CD Harmonia Mundi HMC 901453, 1994 (avec 3 chansons de Sermisy).
- French Chansons : Josquin / Janequin / Sermisy / Lassus, The Scholars of London, Naxos 8.550880, 1993 (avec 3 chansons de Sermisy).
- The Field of the Cloth of Gold, Music from England & France, ca 1520, Musica Antiqua of London dir. Philip Thorby, 1 CD Amon Ra Records Amon Ra SAR51, 1991 (avec une chanson de Sermisy).
- Leçons de ténèbres. Motets : Ensemble Clément Janequin, dir. Dominique Visse, Yvon Repérant à l'orgue. Harmonia Mundi 1984. 1 CD HMA 1901131.
- Les Cris de Paris. Chansons de Janequin et de Sermisy, Ensemble Clément Janequin, Harmonia Mundi HMC 901072, 1982 (avec 10 chansons de Sermisy, dont deux adaptées pour le luth).